# Veronika Oberhuber
Veronika Oberhuber (San Lorenzo di Sebato, 1º febbraio 1967) è un'ex slittinista italiana.

## Biografia
Iniziò a gareggiare per la nazionale italiana nelle varie categorie giovanili nella specialità del singolo, ottenendo una medaglia di bronzo ai campionati mondiali juniores a Königssee 1986, quando era già membro anche della nazionale assoluta.
A livello assoluto infatti esordì in Coppa del Mondo nel 1983/84, conquistando il primo podio il 16 dicembre 1984 nel singolo a Sarajevo (3ª) e la prima ed unica vittoria il 14 dicembre 1986 sempre nel singolo e sempre a Sarajevo. In classifica generale, come miglior risultato, si piazzò al quinto posto nella specialità del singolo nel 1986/87.
Prese parte a due edizioni dei Giochi olimpici invernali, esclusivamente nel singolo: a Sarajevo 1984 ottenne l'undicesima posizione ed a Calgary 1988 giunse tredicesima.
Ai campionati mondiali ottenne una medaglia d'oro nella prima edizione della gara a squadre a Winterberg 1989.

## Palmarès

### Mondiali
- 1 medaglia:
  - 1 oro (gara a squadre a Winterberg 1989).

### Mondiali juniores
- 1 medaglia:
  - 1 bronzo (singolo a Königssee 1986).

### Coppa del Mondo
- Miglior piazzamento in classifica generale nel singolo: 5ª nel 1986/87.
- 6 podi (tutti nel singolo):
  - 1 vittoria;
  - 2 secondi posti;
  - 3 terzi posti.

#### Coppa del Mondo - vittorie
| Data             | Luogo    | Paese      | Disciplina |
| ---------------- | -------- | ---------- | ---------- |
| 16 dicembre 1986 | Sarajevo | Jugoslavia | Singolo    |